# Joško Gvardiol
Joško Gvardiol (Zagreb, 23 de janeiro de 2002) é um futebolista croata que atua como lateral-esquerdo e zagueiro. Atualmente, joga pelo Manchester City e pela Seleção Croata.

## Início da carreira
Gvardiol começou a jogar futebol aos sete anos de idade, quando seu pai Tihomir, outrora jogador amador em sua terra natal, Novigrad, o levou para Trešnjevka. Enquanto estava lá, ele foi visto por Lokomotiva e Zagreb; no entanto, à última hora recebeu uma oferta do Dínamo Zagreb que a sua família aceitou.
Inicialmente, ele jogou como lateral-esquerdo ou meio-campista central até que o treinador da academia do Dínamo, Dalibor Poldrugač, o transferiu para a posição de zagueiro. Logo depois, Gvardiol começou a atrair o interesse de clubes europeus proeminentes, incluindo Manchester City, Lille, Borussia Dortmund, RB Leipzig, Bayern de Munique, Ajax, Inter de Milão e Roma. Ele desempenhou um papel fundamental na campanha 2018-19 da UEFA Youth League do Dínamo, onde chegou às quartas-de-final antes de perder por 4 a 2 para o Chelsea na disputa de pênaltis. Depois de ficar impressionado com suas atuações nas equipes juvenis, o técnico sênior do Dínamo, Nenad Bjelica, convocou Gvardiol para a equipe principal para jogos de pré-temporada na Eslovênia no verão de 2019. Em 2 de julho, ele marcou em uma vitória amistosa por 2 a 0 sobre a Áustria Klagenfurt. Em 10 de outubro de 2019, ele foi incluído na lista Next Generation do The Guardian.

## Carreira por clubes

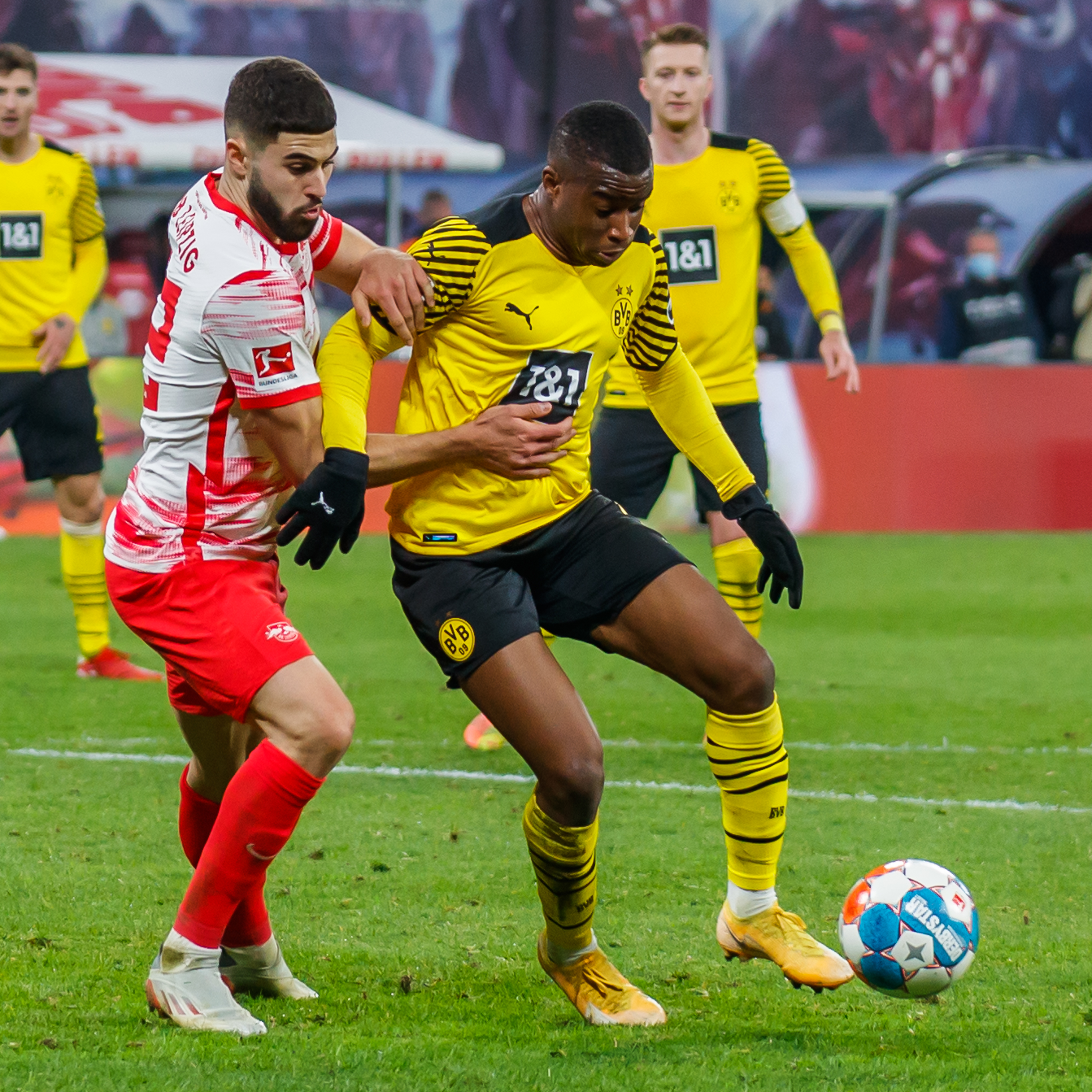
Gvardiol jogando pelo RB Leipzig contra o Borussia Dortmund.

### Dínamo Zagreb
Gvardiol fez sua estreia na liga pela equipe sênior do Dínamo em 18 de outubro, em uma vitória por 4 a 2 sobre o Gorica, substituindo Mario Gavranović aos 87 minutos. Em sua segunda aparição no campeonato pelo clube em 2 de novembro, ele marcou o único gol na vitória por 1 a 0 sobre o Inter Zaprešić. Isso fez dele o sexto artilheiro mais jovem da liga pelo Dínamo, depois de Alen Halilović, Mateo Kovačić, Niko Kranjčar, Ante Ćorić e Tin Jedvaj. Em 12 de fevereiro de 2020, em um play-off da UEFA Youth League contra o Dynamo Kyiv, Gvardiol converteu com sucesso um pênalti em uma disputa de pênaltis, quando o Dínamo venceu por 4 a 3 e se classificou para as oitavas de final. Na rodada de 16 contra o Bayern de Munique em 4 de março, Gvardiol refletiu o chute de Leon Dajaku em sua própria rede para definir o placar para 2-2. No tiroteio resultante, ele converteu com sucesso sua tentativa novamente quando o Dínamo venceu por 6 a 5 e progrediu para as quartas de final. Em 25 de junho, Gvardiol assinou um contrato de cinco anos com o Dínamo. Em 5 de julho, no derby contra o Rijeka, quando o título da liga já estava matematicamente garantido, Gvardiol desviou o chute de Franko Andrijašević em sua própria rede quando o Rijeka venceu por 2 a 0, o que acabaria custando ao técnico Igor Jovićević seu emprego.

### RB Leipzig
Estreou na Bundesliga em 20 de agosto de 2021 em uma vitória por 4 a 0 sobre o VfB Stuttgart, jogando a partida inteira. Ele rapidamente se estabeleceu no time titular do Leipzig e atraiu a atenção com suas boas jogadas. Em 15 de setembro, ele estreou na Liga dos Campeões em uma derrota por 6 a 3 para o Manchester City. Em 11 de dezembro, ele marcou seu gol de estreia pelo Leipzig na vitória por 4 a 1 sobre o Borussia Mönchengladbach. Ele contribuiu significativamente para a boa forma do Leipzig durante o início do mandato de Domenico Tedesco como técnico, após o início ruim da temporada durante o mandato de Jesse Marsch. Em 23 de janeiro de 2022, ele marcou seu segundo gol da temporada na vitória por 2 a 0 sobre o VfL Wolfsburg. No final da temporada, Gvardiol ajudou o Leipzig a vencer a DFB-Pokal e chegar às semifinais da Liga Europa, realizando as duas façanhas pela primeira vez na história do clube. Além disso, a vitória da DFB-Pokal também foi o primeiro grande título de troféu na história do clube.
Em 12 de agosto, a France Football anunciou Gvardiol como um dos indicados ao Troféu Kopa 2022. Em 1 de setembro, Gvardiol renovou seu contrato com o RB Leipzig até 2027, com o clube rejeitando a oferta de € 90 milhões do Chelsea pelo jogador.
Gvardiol fez uma ótima temporada 2022/23, ele encerrou com 41 partidas e com três gols marcados.
Gvardiol defendeu o RB Leipzig desde a temporada 2021/22, ele somou 87 jogos, com cinco gols marcados e três assistências.

### Manchester City
No dia 6 de agosto de 2023, o Manchester City anunciou a contratação de Joško Gvardiol até junho de 2028, junto ao RB Leipzig, por 90 milhões de euros, ele tornou-se o zagueiro mais caro da história do futebol. Gvardiol fez sua primeira aparição com a camisa dos Citizens em 11 de agosto de 2023, na vitória por 3 a 0 sobre o Burnley. Ele marcou seu primeiro gol pelo Manchester City em 9 de abril de 2024, no jogo de ida das quartas de final da Liga dos Campeões contra o Real Madrid, que terminou em um empate por 3 a 3 no Estádio Santiago Bernabéu.
Em 11 de maio de 2024, Gvardiol marcou seu primeiro Bis pelo Manchester City na vitória sobre o Fulham por 4 a 0, no Craven Cottage, jogo válido pela 37ª rodada da Premier League.

## Seleção croata
Foi convocado pela primeira vez para a seleção sub-21 da Croácia em outubro de 2019, aos 17 anos, quando o técnico Igor Bišćan o listou no elenco para as eliminatórias da Euro 2021 Sub-21 contra a Lituânia e a República Tcheca. Gvardiol estreou em 14 de novembro contra o ex-adversário, sendo nomeado titular, com a vitória da Croácia por 3 a 1. Em 8 de outubro de 2020, ele marcou o décimo gol na vitória da Croácia por 10 a 0 sobre San Marino, a maior vitória da história da seleção nacional. Em 9 de março de 2021, ele foi nomeado na equipe de 23 jogadores de Bišćan para a fase de grupos do torneio; no entanto, ele foi forçado a perder devido a uma lesão no quadríceps. Em 17 de maio, ele foi nomeado no elenco de 23 jogadores de Bišćan para a fase eliminatória do torneio, bem como no elenco de 26 jogadores de Zlatko Dalić para o UEFA Euro 2020.
Depois de perder por 2 a 1 para a Espanha após prorrogação nas quartas de final do Euro Sub-21, Gvardiol se juntou à equipe principal. Ele fez sua estréia profissional em uma derrota amistosa por 1 a 0 para a Bélgica em 6 de junho, sendo substituído por Borna Barišić no intervalo. Uma semana depois, ele ganhou sua primeira partida pela seleção nacional, em uma derrota por 1 a 0 para a Inglaterra no jogo de abertura da Euro 2020 da Croácia. Com 19 anos, quatro meses e 21 dias, ele se tornou o jogador mais jovem a jogar pela Croácia em um grande torneio, superando Mateo Kovačić. Ele passou a ser titular em todos os jogos da Croácia no torneio. Em 8 de outubro de 2021, ele marcou seu gol de estreia pela Croácia na vitória por 3 a 0 nas eliminatórias da Copa do Mundo sobre o Chipre.

## Títulos
Dínamo de Zagreb
- Supercopa da Croácia: 2019
- Prva HNL: 2019–20 e 2020–21
- Copa da Croácia: 2020–21

RB Leipzig
- Copa da Alemanha: 2021–22 e 2022–23

Manchester City
- Supercopa da UEFA: 2023
- Copa do Mundo de Clubes da FIFA: 2023
- Premier League: 2023–24[55]
- Supercopa da Inglaterra: 2024

### Prêmios individuais
- Equipe Mundial do Ano da IFFHS: 2022[56]
- Equipe Mundial do Ano Sub-20 da IFFHS: 2022[57]